# Виґране
Виґране (пол. Wygrane) — село в Польщі, у гміні Малий Плоцьк Кольненського повіту Підляського воєводства.
Населення — 61 особа (2011).
У 1975-1998 роках село належало до Ломжинського воєводства.

## Демографія
Демографічна структура станом на 31 березня 2011 року:
|          | Загалом | Допрацездатний вік | Працездатний вік | Постпрацездатний вік |
| -------- | ------- | ------------------ | ---------------- | -------------------- |
| Чоловіки | 27      | 7                  | 18               | 2                    |
| Жінки    | 34      | 8                  | 19               | 7                    |
| Разом    | 61      | 15                 | 37               | 9                    |